# Das Pferd und der Esel

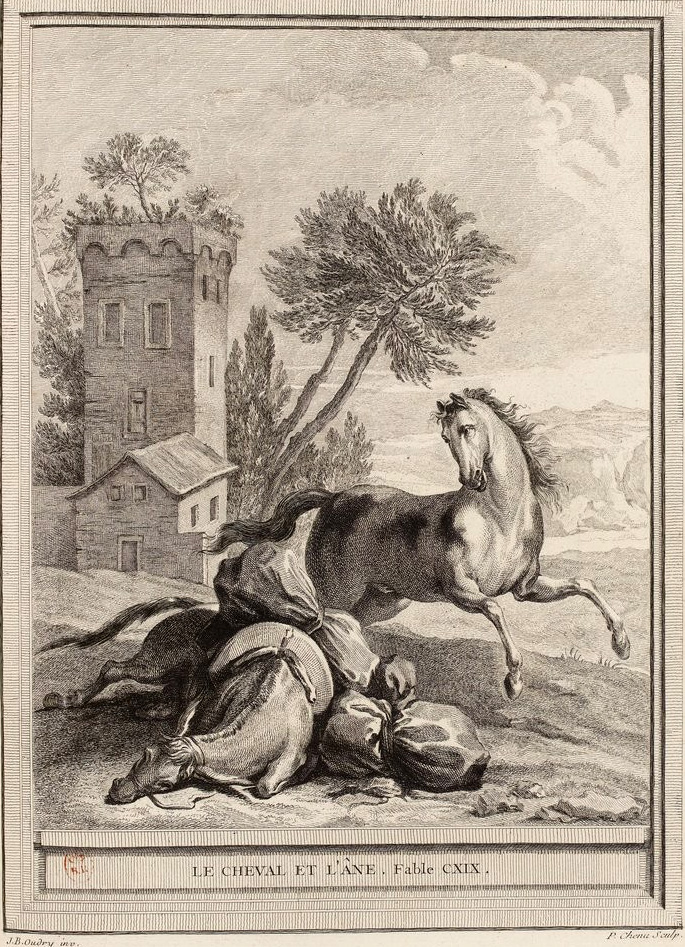
Le cheval et l’âne

Das Pferd und der Esel ist eine Tierfabel, die Hochmut, unterlassene Hilfeleistung und gegenseitige Sorge füreinander am Beispiel eines Esels und eines Pferdes abhandelt. 
Die Fabel kommt erstmals bei Äsop unter dem Titel „Der beladene Esel und das Pferd“ vor, ihre Moral spielt auf den Adel und den Mittelstand an: „Wenn Hohe und Niedere sich gegenseitige Hilfe leisten, wird beider Wohl befördert.“ Spätere Fabeldichter folgen dem Muster dieser Äsopschen Fabel, richten die Moral aber an die Allgemeinheit.
Version von Johann Wilhelm Ludwig Gleim:
Einst trug auf seinem schmalen Rücken

ein Esel eine schwere Last,

die fähig war, ihn tot zu drücken.

Ein ledig Pferd ging neben ihm.

Du hast

auf deinem Rücken nichts, sprach das geplagte Tier;

Hilf, liebes Pferdchen, hilf, ich bitte dich, hilf mir!

Was helfen! sagt der grobe Gaul;

Du bist der rechte Gast, du bist ein wenig faul!

Trag zu! –

Ich sterbe, liebes Pferd –

die Last erdrückt mich, rette mich!

Die Hälfte wär’ ein Spiel für dich!

Ich kann nicht! sprach das Pferd.

Kurz, unter dem zu schweren Sack

erlag der Esel. Sack und Pack

schmiß man dem groben Rappen auf;

des Esels Haut noch oben drauf.
Gleim betont die Charaktereigenschaften seiner tierischen Protagonisten (der verzweifelte Esel bittet in liebkosender Form, während das unwillige Pferd ihn mit Verachtung schilt). Jean de La Fontaine gemahnt in seiner Fabel (franz. „Le Cheval et l’Âne“) in einer vorangestellten Lehre: „Hilfreich sei einer stets dem andern in der Welt; dein Nachbar stirbt, und sicher fällt auf deine Schultern seine Bürde.“
Anders jedoch in der Fabel von Magnus Gottfried Lichtwer; dort unterhalten sich Esel und Pferd an einer Krippe, wobei das wohlgenährte, sorgenfreie Pferd keinerlei Verständnis für den abgemagerten, geschundenen Esel zeigt. Die Lichtwersche Moral am Schluss der Fabel: „Da sprach der graue Herr: dein Bauch ist voll und satt, und deine Weisheit stammt aus vollem Magen. Der hat gut predigen und von Verläugnung sagen, der selber keine Sorgen hat.“